# Neckarcup 2016

El torneo Heilbronner Neckarcup 2016 es un torneo profesional de tenis. Pertenece al ATP Challenger Series 2016. Se disputó su 3.ª edición sobre superficie tierra batida, en Heilbronn, Alemania entre el 9 y el 15 de mayo de 2016.

## Jugadores participantes del cuadro de individuales
| Favorito | País                 | Jugador                 | Rank1 | Posición en el torneo |
| -------- | -------------------- | ----------------------- | ----- | --------------------- |
| 1        | Bandera de Lituania  | Ričardas Berankis       | 55    | Primera ronda         |
| 2        | Bandera de Argentina | Horacio Zeballos        | 91    | Primera ronda         |
| 3        | Bandera de España    | Albert Montañés         | 100   | Semifinales           |
| 4        | Bandera de España    | Daniel Muñoz de la Nava | 101   | Primera ronda         |
| 5        | Bandera de Japón     | Yoshihito Nishioka      | 104   | Primera ronda         |
| 6        | Bandera de Alemania  | Jan-Lennard Struff      | 107   | FINAL                 |
| 7        | Bandera de Alemania  | Dustin Brown            | 110   | Primera ronda         |
| 8        | Bandera de Alemania  | Igor Sijsling           | 123   | Cuartos de final      |

- 1 Se ha tomado en cuenta el ranking del 2 de mayo de 2016.

### Otros participantes
Los siguientes jugadores recibieron una invitación (wild card), por lo tanto ingresan directamente al cuadro principal (WC):
- Yannick Maden
- Maximilian Marterer
- Florian Mayer
- Janko Tipsarević

Los siguientes jugadores ingresan al cuadro principal tras disputar el cuadro clasificatorio (Q):
- Andreas Beck
- Kevin Krawietz
- Henri Laaksonen
- Peter Torebko

## Campeones

### Individual Masculino
- Nikoloz Basilashvili derrotó en la final a  Jan-Lennard Struff, 6–4, 7–6(3)

### Dobles Masculino
- Sander Arends /  Tristan-Samuel Weissborn derrotaron en la final a  Nikola Mektić /  Antonio Šančić, 6–3, 6–4